# سنبله‌ای ریجیدا
سنبله‌ای ریجیدا (نام علمی: Stachys rigida) نام یک گونه از سرده سنبله‌ای است.